# ونسا اوبراین
وانسا آودی ریس اوبراین (Vanessa Audi Rhys O'Brien) (متولد ۲ سپتامبر ۱۹۶۴)، کوهنورد، کاوشگر، زیر آب پیما، مؤلف و مدیر کارآفرین پیشین بریتانیایی-آمریکایی است. در ۱۲ ژوئن ۲۰۲۰، اوبراین نخستین زنی بود که به بلندترین نقطه و پایین‌ترین نقطه زمین رفته و رکورد جهانی گینس را به‌دست‌آورد. در ۲۸ ژوئیه ۲۰۱۷، او با رهبری یک تیم ۱۲ نفری هنگام بالا رفتن و پایین شدن از قله K2، در سومین تلاش خود به نخستین زن آمریکایی و نخستین زن بریتانیایی (در نتیجه ملیت دوگانه‌اش) مبدل شد که به قله کی۲ بالا می‌رود. او عضو انجمن سلطنتی جغرافیا (RGS) و عضو انجمن اکتشافات علمی (SES) است.
اوبراین جایزه دختر بی‌پروا را در ۲۰۱۹ میلادی و جایزه کاوشگر سال را در ۲۰۱۸ میلادی از انجمن اکتشافات علمی دریافت نمود. او با صعود به هفت بلندترین قله در تمام قاره‌ها در ۲۹۵ روز، ریکورد گنیس را به‌نام خود ثبت نمود که زودترین زمان در میان زنان است. اوبراین همچنین ۶۰ مایل دریایی یا ۱۱۱ کیلومتر در قطب شمال و قطب جنوب را با اسکی پیمود و گرند اسلم کاوشگران را در ۱۱ ماه تکمیل کرد و به نخستین زنی که این چالش را در طی یک سال تقویمی و هشتمین زنی که این چالش را تکمیل نموده‌است، مبدل شد.

## اوایل زندگی
وانسا آودی ریس اوبراین در ۲ دسامبر ۱۹۶۴ به‌دنیا آمد و در گراس‌پوینت‌فارمز، میشیگان بزرگ شد. اوبراین شامل مدرسه مطالعات حرفه‌ای (SPS) دانشگاه نیویورک شد، مدرک لیسانس بی‌ای (اقتصاد) خود را از این مدرسه به‌دست آورده و پس از آن مدرک مدیریت ارشد کسب‌وکار خود را در رشته مالی از مدرسه کسب‌وکار اشترن دانشگاه نیویورک کسب کرد. وانسا اوبراین یکی از ۱۰ دانشجوی مشهور مدرسه کسب‌وکار اشترن دانشگاه نیویورک عنوان شد.
اوبراین در مورگان استنلی، بارکلیز و بنک آو آمریکا به عنوان رئیس مالی و توسعه کسب‌وکار کار کرد.

## وظایف به عنوان سفیر، عضو هیئت مدیره و عضو پژوهشی
اوبراین عضو افتخاری هیئت مشورتی انجمن اکتشافات علمی است. او سفیر اجتماعی شرکت تجهیزات، آرک‌تیریکس، سوهو، نیویورک، سفیر حسن نیت پاکستان، سفیر افتخاری انجمن کوهنوردان ایالات متحده-نیپال و عضو فعال باشگاه امریکن آلفاین است. اوبراین قبلاً در سمت‌های مختلفی در هیئت مدیره باشگاه کاوشگرها و بنیاد آمریکایی-پاکستانی خدمت نموده و عضو افتخاری پیشین هیئت مشورتی تامسون سافریز بود. اوبراین به پروژه‌های پژوهشی و علمی زیادی کمک نموده‌است، از جمله تحقیق اثرات قرارگرفتن در معرض کم اکسیژنی در ارتفاعات بلند هنگام کوهنوردی (پرچم شماره ۲۰۶ باشگاه جهان‌گردان در قله ماناسلو در ارتفاع ۲۶٬۷۵۹ فوت)، آزمایش باریک شدن یخچال‌های در ارتفاع بلند (پرچم شماره ۱۳۲ باشگاه جهان‌گردان در یخچال گادوین-آستین در ارتفاع ۱۶٬۵۰۰ فوت) و تشریح تأثیرات گرمایش زمین در خط استوا در همکاری با پروژه ۲۵ صفر (25Zero) قبل از کنفرانس تغییر اقلیم سازمان ملل متحد (COP21).‏

## قله‌ها و قطب‌ها
اوبراین که قبلاً به پایگاه کوه اورست با گاری سفر کرده و قله‌های کوه‌های نامدار، از جمله پنج قله از ۱۴ قله ۸٬۰۰۰ متری (شیشاپانگما، اورست، چو ایو، ماناسلو و کی۲) را پیموده و دو قله هشت‌هزار متری را پشت سر هم تنها در فاصله ۸ روز بالا رفته بود (شیشاپانگما و چو ایو)، تصمیم گرفت تا به اشتیاق کوهنوردی خود بافزاید و چالش نایل شدن به گرند اسلم کاوشگران را برای خود انتخاب کرد. گرند اسلم کاوشگران شامل صعود به هفت قله در هفت قاره، قطب‌های شمال و جنوب و همچنین دستیابی به چالش سه قطب است.

## گودال چلنجر
اوبراین در همکاری با اداره ملی اقیانوسی و جوی، به سفر اکتشافی حلقه آتش کالادان اوشیانیک از اقیانوس آرام پیوست تا کف سه حوض که گودال چلنجر را تشکیل می‌دهند را بررسی نماید. در ۱۲ ژوئن ۲۰۲۰، ویکتور ویسکوو و اوبراین به «حوض شرقی» در گودال چلنجر نزول نموده و سه ساعت را مشغول نقشه‌برداری در ته گودال بودند، آنها که حدود یک مایل از اراضی زیر دریا را در حال غواصی اسکن نمودند، دریافتند که سطح زمین دریا برخلاف آنچه قبلاً تصور می‌شد هموار نبوده بلکه شیب‌دار است و در هر ۵٫۵ متر (۱۸ فوت) شیب آن در معرض تغییر می‌باشد.

## سایر ورزش‌ها
پس از گذاشتن پرچم صلیب سرخ آمریکا در قطب شمالی در ۲۰۱۳ میلادی، اوبراین در ۲۰۱۷ میلادی دوی ماراتن بوستون را تکمیل نمود تا صلیب سرخ آمریکا بیش از ۵۱۲٬۰۰۰ دلار برای امور خیریه به‌دست‌آورد.
اوبراین امتیاز عکس‌برداری از افراد ذیل در بخش ورزش ماشین سواری را برای مجله فوربز داشته و مسابقه فور-واید نشنال، انجمن ملی هات رید (NHRA) در جاده zMAX در شارلوت، کارولینای شمالی در ۲۰۱۸ میلادی را تحت پوشش قرارداد: دان اسکوماشر، لیه پریتچیت، تونی اسکوماچر و آنترون براون. اوبراین همچنین امتیاز عکس‌برداری از افراد ذیل در مجله فوربز را داشته و مسابقات ماشین سواری پوکونو ریس‌وی در ۲۰۱۵ میلادی را تحت پوشش قرار داد: جستن ویلسون، ماریو آندریتی، ریک میرز و سیج کرام. تصاویر بیشتر شامل اسکات دیکسون، چیک گاناسی، مایک هول و پیپا مان می‌باشد.